# Autostrada A56 (Włochy)
Autostrada A56 (Autostradowa Obwodnica Neapolu) (wł. Tangenziale di Napoli) – autostrada w południowych Włoszech stanowiąca północną obwodnicę Neapolu.
Arteria biegnie od węzła z Autostradą Słońca do skrzyżowania z drogą krajową SS7 w rejonie Pozzuoli. Została oddana do użytku 8 lipca 1972 roku. Operatorem trasy jest firma Tangenziale di Napoli.